# John Hunter (guvernør)
Vice-admiral John Hunter (29. august 1737 – 13. marts 1821) var officer i den britiske Royal Navy og efterfulgte Arthur Phillip som den anden guvernør i New South Wales i Australien fra 1795 til 1800.
Han udforskede Parramatta River, der løber ud i Port Jackson ved Sydney, så tidligt som 1788, og han var den første, der indså, at Tasmanien kunne være en ø. Som guvernør kæmpede han forgæves mod John MacArthur og andre officerer, som misbrugte militæret til at fremme egne interesser. Hunters navn mindes i navne som Hunter Valley og Hunter Street i Sydney.

## Familie og tidlige liv
John Hunter blev født i Leith i Skotland. Han var søn af handelsskibskaptajnen William Hunter og Helen, født Drummond, datter af J. Drummond og niece til George Drummond, flere gange lord provost (svarende til borgmester) af Edinburgh. Som dreng blev Hunter sendt til sin onkel i byen Lynn i Norfolk, hvor han, ligesom i Edinburgh, modtog den tids klassiske undervisning. Hunter blev derefter sendt på University of Edinburgh, men forlod det hurtigt og gik ind i flåden som skibsdreng for Thomas Knackston på HMS Grampus i maj 1754. I 1755 mønstrede han som matros på HMS Centaur, blev derefter midtskibsmand og tjente på HMS Union og HMS Neptune under Syvårskrigen. Da han var på Neptune, var han med ved angrebet på Rochefort i 1757. Han gjorde tjeneste på flere togter ud for Brest i 1758 og ved erobringen af Québec i 1759. Da han tjente om bord på Neptune, lærte han førsteløjtnant John Jervis at kende, som han også senere gjorde tjemeste med.
Hunter tilbragte resten af krigen som midtskibsmand på flere af admiral Philip Durells flagskibe, HMS Royal Anne, HMS Princess Amelia og det store HMS Royal George med 100 kanoner. Med det sidste var han i Biscayen indtil fredsslutningen i Paris i 1763. Hunter bestod eksamener og kvalificerede sig til forfremmelse til løjtnant i februar 1760. Han blev dog først udnævnt til løjtnant i 1780. Hunter forblev aktiv i flåden i fredsårene. Han rejste til Newfoundland på fregatten HMS Tweed og understyrmand på HMS Launceston i kommandør Samuel Hoods flåde. Hood gav Hunter en stilling som fungerende styrmand i 1768, og efter Hunter havde bestået sine eksamener på Trinity House i 1769, blev hans udnævnelse officiel. Hans første togt som styrmand var på HMS Carysfort (28 kanoner) til Vestindien. Hunter brugte tiden der på at lave kort og tegninger over kysten og de spanske fæstninger ved Havana. Oplysningerne sendte han tilbage til Admiralitetet i London. Carysfort gik på grund ved Martyr Reef i Floridabugten i 1771, mens det blev sejlet af en lods. Skibet ville have været tabt, hvis det ikke havde været for Hunters indsats, men master og kanoner gik tabt.
Hunter tjente som styrmand på HMS Intrepid i Ostindien fra 1772 til 1775, hvorefter han blev styrmand på HMS Kent. Hunters kompagnon fra HMS Neptune, John Jervis, var kaptajn på Kent. Jervis tog Hunter med på sin næste kommando, HMS Foudroyant. Om bord på Foudroyant var også Evan Nepean, som var skibets purser, men senere blev en ledende embedsmand og førstesekretær i Admiralitetet. I 1776 blev Hunter flyttet fra Foudroyant til HMS Eagle efter ordre fra admiral Lord Howe, som sejlede til Nordamerika som øverstkommanderende for en flåde med Eagle som hans flagskib.

## Den Amerikanske Uafhængighedskrig
Den amerikanske uafhængighedskrig var brudt ud, og Hunter tjente som styrmand under Howe, der var flådens øverstkommanderende. Han var aktiv i angrebet på Chesapeake og med i ekspeditioner på Delaware, såvel som i forsvaret af Sandy Hook. Da Howe blev hjemkaldt, upopulær hos Sandwich-regeringen, kunne Hunter ikke få en position som løjtnant. I stedet mønstrede han på HMS Berwick (74 kanoner) som frivillig i 1779 under kaptajn Keith Stewart. Han blev udnævnt til løjtnant på HMS Union af Sir Charles Hardy, men Admiralitetet ville ikke godkende udnævnelsen, og Hunter vendte i 1780 tilbage til Berwick, der sejlede til Vestindien. Her blev han så endeligt udnævnt til løjtnant af den øverstkommanderende Sir George Rodney. Hunter vendte tilbage til England i 1781 om bord på Berwick. Han var med i slaget ved Doggerbanke 5. august samme år. Howe udnævnte ham til tredje-løjtnant på sit flagskib HMS Victory i 1782, og han var avanceret til første-løjtnant, da Victory var med i undsætningen af Gibraltar og slaget ved Cape Spartel. Herefter fik Hunter 12. november 1782 sin første kommando på det lille krigsskib (sloop) HMS Marquis de Seignelay (18 kanoner).
Da forberedelsen af den første flåde til Australien var i gang fik Lord Howe, som nu var blevet first lord i Admiralitetet, forfremmet Hunter til kaptajn (post captain) 15. december 1786 og gav ham kommandoen på HMS Sirius. Øverstkommanderende i flåden var kommandør Arthur Phillip, som skulle blive den første guvernør i den nye koloni New South Wales. Hunter havde ordre til at afløse Phillip, hvis denne blev syg eller døde.

## Udforskning omkring Australien og Tasmanien
Den første flåde nåede til Port Jackson i januar 1788. Hunter anførte en ekspedition, der udforskede Parramatta River og andre områder i nærheden af den nyoprettede bosættelse Sydney tidligt i 1788. Ekspeditionen udforskede så langt som til Iron Cove, Five Dock Bay og Hen and Chicken Bay på floden. Sir William Dixson Research Library på statsbiblioteket State Library of New South Wales har det originale kort som ekspeditionen udfærdigede. Kortet har titlen "Chart of the coasts and harbours of Botany-Bay, Port-Jackson and Broken-Bay, as survey'd by Capt.n John Hunter of H.M.S. Sirius". Ekspeditionen har måske haft den første kontakt mellem briterne og de indfødte fra Wangal-klanen. William Bradley skriver i sin logbog, at den første kontakt fandt sted, mens Hunter spiste morgenmad. Begivenheden mindes i navnet på forstaden Breakfast Point.
Hunter blev sendt til Kap det Gode Håb efter forsyninger i oktober 1788. Han sejlede rundt om Kap Horn til Kap det Gode Håb og derfra direkte tilbage til New South Wales i maj 1789 og havde dermed sejlet rundt om jorden. Rejsen var ekstra vanskelig, da skibet var sprunget læk, og man konstant måtte pumpe vand ud. Sirius blev repareret og derefter sendt til Norfolk Island med en stor gruppe straffefanger, men blev fanget i en voldsom storm, da det lå for anker ved øen. Skibet drev ind i et koralrev og blev slået til vrag. En del af besætningen kom tilbage til Port Jackson ombord på briggen HMS Supply. Resten, inklusiv Hunter, ventede næsten et år på øen før de endelig kom væk. Hunter og nogle af hans mænd returnerede til England på det lejede skib Waakzaamheid efter en lang og anstrengende rejse. Da han endelig ankom til Portsmouth i april 1792, blev Hunter stillet for en krigsret på grund af tabet af Sirius, men han blev frikendt med æren i behold. Hunter forberedte herefter en udgivelse om sine ekspeditioner i Australien, An Historical Journal of the Transactions at Port Jackson and Norfolk Island, With the Discoveries That Have Been Made in New South Wales and the Southern Ocean Since the Publication of Phillip's Voyage, som blev udgivet i begyndelsen af 1793. En forkortet version udkom senere samme år. I den første udgave findes den tidligste reference til muligheden for, at der er et stræde mellem Australien og Tasmanien. På side 126 skriver Hunter: "Der er derfor grund til at tro, at der er enten en meget dyb bugt eller et stræde, som skiller Van Diemens Land fra New Holland."
De franske revolutionskrige brød ud igen, mens Hunter var i England, og han meldte sig som frivillig på HMS Queen Charlotte, Lord Howes 100-kanoners flagskib. Hunter var med i slaget ved Ouessant 1. juni 1794, og han blev på skibet indtil 1795. Efter Arthur Phillips opsagde sin stilling som guvernør i New South Wales i juli 1793, søgte Hunter stillingen i oktober og blev udnævnt i januar 1794. Forskellige forsinkelser gjorde, at han først var i stand til at sejle februar 1795. Hunter ankom til Sydney 7. september 1795 med HMS Reliance og startede som guvernør 11. september 1795.

## Guvernør i New South Wales
Hunters vanskeligheder begyndte, før han ankom til Sydney. Phillip forlod kolonien i 1793, da hans guvernørperiode udløb og de efterfølgende to år havde militæret den fulde kontrol. Den stedfortrædende Francis Grose udnyttede nådesløst straffefangerne, og nogle af officererne havde startet en indbringende handel med spiritus. De havde kontrol med retssystemet, landfordeling, koloniens lagre og straffefangernes arbejdskraft. Hunter indså, at denne magt skulle tilbage til den civile administration, hvilket var en vanskelig opgave. Især officeren John Macarthur var en hård modstander, som hensynsløst forsvarede sine egne økonomiske interesser. Hunter var stort set hjælpeløs. En stærkere mand ville måske have arresteret de ansvarlige officerer, men havde Hunter prøvet dette, ville han sandsynligvis have fremprovokeret et oprør, som det der fandt sted mod William Bligh i 1808. Anonyme breve blev endda sendt til London, hvor han blev anklaget for de forbrydelser, han prøvede at stoppe. Til trods for Hunters hårdnakkede benægtelser af anklagerne, blev han i en skrivelse dateret 5. november 1799 fra Duke of Portland, en af tre statssekretærer, kaldt tilbage til Storbritannien. Hunter bekræftede modtagelsen af brevet 20. april 1800 og rejste fra Sydney 28. september 1800. Han overlod guvernørposten til sin stedfortræder Philip Gidley King. Da Hunter kom til Storbritannien ville han bevise sin uskyld over for myndighederme, men han fik aldrig chancen. Hunter var nødsaget til at forsvare sin sag i en lang pamflet trykt i 1802: Governor Hunter's Remarks on the Causes of the Colonial Expense of the Establishment of New South Wales. Hints for the Reduction of Such Expense and for Reforming the Prevailing Abuses. Pamfletten er en vigtig kilde til den tidlige australiske historie.
Hunter gjorde et godt stykke arbejde med at udforske og åbne landet op omkring Sydney. Han støttede også Matthew Flinders' og George Bass' ekspeditioner. En samtidig, kadetten Daniel Southwell, beskrev Hunter som "uden stivnakket stolthed, dygtig til sit arbejde og alt i alt en værdig mand." Men omstændighederne gjorde det meget vanskeligt for ham helt at få succes som guvernør. Hans efterfølger Philip Gidley King sagde, at han "altid havde de bedste hensigter", men at han blev "på det skammeligste svigtet af dem, han havde mest grund til at forvente hjælp, oplysninger og råd af." Om sit ophold i kolonien sagde Hunter, at han "kunne ikke have haft mindre komfort, og at han ville have haft mere fred i sjælen, hvis han havde siddet i fængsel". Hans indsats som guvernør blev til sidst anerkendt med en årlig pension på £300, godkendt af premierminister Henry Addington i oktober 1802.
Hunter bevarede sin interesse for Australien, længe efter han forlod landet, og de foreslåede reformer i hans pamflet var værdifulde. Da næbdyret blev opdaget af europæerne i 1798, sendte han skindet og en tegning tilbage til Storbritannien.

## Senere liv og eftermæle
I sommeren 1804 fik Hunter kommandoen over HMS Venerable (74 kanoner) og tjente med flåden ud for Brest under admiral William Cornwallis. Da han sejlede ud fra Torbay 24. november sammen med resten af flåden, blev de ramt af en tæt tåge. Skibene kunne ikke se hinanden, og to gange undgik Hunter lige akkurat kollision med andre skibe, men gik til sidst på grund nær Paignton og sprang læk. En storm ramte herefter området, og Venerable blev slået i stykker. Besætningen blev med få tab evakueret af HMS Impetueux. Hunter blev igen stillet for en krigsret og blev også denne gang frifundet.
Hunter blev forfremmet til kontreadmiral 2. oktober 1807 og til viceadmiral 31. juli 1810, men sejlede aldrig som admiral. John Hunter tilbragte sine sidste år i hjembyen Leith. Han døde dog i sit hjem i London på Judd Street, New Road, Hackney i London 13. marts 1821. Hans grav kan ses på St John-at-Hackneys kirkegård.
Hunter River og Hunter Regionen nord for Sydney er begge opkaldt efter ham. Det gælder også forstaden Hunters Hill i Sydney og delvist John Hunter Hospital i Newcastle. I 1986 udgav Australia Post et frimærke med hans portræt.
En buste af Hunter, skænket af Australien, blev opstillet i nordenden af The Shore i Leith i 1996.